# Cybianthus talamancensis
Cybianthus talamancensis är en viveväxtart som beskrevs av C.L. Lundell. Cybianthus talamancensis ingår i släktet Cybianthus, och familjen viveväxter. Inga underarter finns listade i Catalogue of Life.